# Héctor Sandarti
Héctor Humberto Sánchez Duarte (Guatemala; 27 de junio de 1968) es un actor, conductor, comediante y cantante guatemalteco, conocido artísticamente como Héctor Sandarti.

## Biografía
Nació en la Ciudad de Guatemala el 27 de junio de 1968. Último de tres hermanos, perdió a su padre, víctima del cáncer, al año siguiente de haber nacido. Desde muy temprana edad dio muestras de una clara vocación artística, y con apenas 7 años, ya cantaba en reuniones familiares, grupos escolares y en 1976 ganó su primer concurso interescolar de canto.
A sus veinte años inició formalmente su carrera artística. Luego de formar parte de una orquesta estudiantil y ser alumno graduado de bachillerato en mención Ciencias y Letras del Colegio Salesiano Don Bosco de la Ciudad de Guatemala, compuso junto a un compañero de universidad llamado Ivan Vidal, la canción Alguien llora en la ciudad, éxito radiofónico que inmediatamente lo dio a conocer en toda Centroamérica y lo ubicó como uno de los cantantes de más éxito en su país.
En 1991, Héctor Sandarti representó a Guatemala en el festival Festibuga en Colombia y ganó el primer lugar. Además grabó su primer disco titulado Estamos vivos, del cual seis canciones son de su autoría y lanzó en la radio el tema  Inevitable Locura.
En 1992 condujo el programa Así es Guatemala del proyecto Cadena de las Américas de Televisa y un año después ingresa al centro de educación artística de Televisa. Allí se graduó como actor y es inmediatamente contratado como parte del elenco exclusivo de esta empresa.
Durante los siguientes años, Sandarti participó en telenovelas y programas como:
- Agujetas de color de rosa
- Rencor apasionado
- Mi generación
- Plaza Sésamo
- Acapulco, cuerpo y alma
- Hoy con Daniela
- Al Ritmo de la Noche
- Otro Rollo

La oportunidad estelar que Héctor tanto esperaba le llegó con el programa Fantástico Amor en 1999, al lado de su compañera y amiga Galilea Montijo. Con este programa consiguió ubicarse como conductor de televisión en México.
Luego de ser la voz oficial de Atínale al Precio en 1999, en 2001 Héctor entra a conducir la revista de variedades Vida TV junto con Galilea Montijo y el éxito no se hace esperar. Durante más de 4 años este programa ocupó los primeros lugares de audiencia, y consolidó a Sandarti en el gusto del público y dio a conocer facetas nuevas y sorprendentes de su talento, no solo en la conducción, sino también con las increíbles imitaciones que hizo, al igual que su papel de Max en Dos Niñas de Cuidado. 
En 2004, dejó temporalmente la conducción de “Vida TV” e ingresó a la casa de Big Brother, donde llegó al 5º lugar de Big Brother VIP tercera edición producido por Endemol. Después recibe uno de los papeles protagónicos de la comedia “Hospital el Paisa” producida por Eugenio Derbez, y en julio y agosto de 2004 regresa la conducción de Vida TV, sale su emisión.
Casi inmediatamente a su salida de Vida TV es contratado para conducir el programa “Vas o no Vas con Boletazo”. Además debuta en teatro con la obra “Orgasmos, la Comedia” producida por Morris Gilbert, la cual no solo fue bien recibida por el público y la crítica especializada, sino que le ha valido importantes reconocimientos.
El 8 de enero de 2005, contrajo nupcias con su novia Claudia Morán en el Hotel Casa Santo Domingo en Antigua Guatemala, Guatemala, de quien ha anunciado su divorcio en septiembre de 2009.
En 2006, Héctor Sandarti entra por la puerta grande al mercado latino de la Unión Americana con el lanzamiento del programa “Vas o no Vas”, en Telemundo, con altos niveles de audiencia. Así Sandarti se convierte en el primer conductor en estar al frente de esta emisión en dos países al mismo tiempo.
En 2007 realiza el programa cómico “Objetos Perdidos” y sorprende al público cantando y bailando en musical “Los Productores” junto a Pedro Armendáriz y Adal Ramones. Para 2008 “Orgasmos la Comedia” llega a sus 1000 representaciones y 3 años de éxito ininterrumpido.

## Vida personal
El 8 de enero de 2005 contrajo matrimonio con Claudia Morán en Antigua Guatemala. En septiembre de 2009 la pareja anunció su divorcio.
En febrero de 2015 se casó con Paulina Segura Nieto.

## Carrera artística

### Televisión
| Año        | Programa                              | Papel/Rol                    | Notas                                                                                           |
| ---------- | ------------------------------------- | ---------------------------- | ----------------------------------------------------------------------------------------------- |
| 1992       | Así es Guatemala                      | Él mismo                     | Conductor                                                                                       |
| 1994–1995  | Agujetas de color de rosa             | Fredy (asistente de Charlie) | Novela                                                                                          |
| 1995–1996  | Acapulco, cuerpo y alma               | Papel desconocido            | Novela                                                                                          |
| 1995       | Otro rollo                            | Él mismo                     | Presentador                                                                                     |
| 1997       | Al ritmo de la Noche                  | Él mismo                     | Presentador                                                                                     |
| 1997       | Mi generación                         | Max o Menox                  |                                                                                                 |
| 1998       | Rencor apasionado                     | Se desconoce el papel        |                                                                                                 |
| 1999       | Fantástico amor                       | Él mismo                     | Conductor                                                                                       |
| 2001–2004  | Vida TV                               | Él mismo                     | Presentador                                                                                     |
| 2004       | Big Brother VIP                       | Él mismo                     | Participante; 5° Lugar                                                                          |
| 2004       | Hospital el Paisa                     | Dr. Claudio Nava Jasso       |                                                                                                 |
| 2005       | Vas o no vas(en)                      | Él mismo                     | Conductor; versión mexicana de Televisa                                                         |
| 2006       | Plaza Sésamo                          | Él mismo                     | Temporada 6; Episodio: Bienvenida la primavera                                                  |
| 2006–2007  | Vas o no vas(en)                      | Él mismo                     | Conductor; versión estadounidense de Telemundo                                                  |
| 2006–2007  | La fea más bella                      | Se desconoce el papel        |                                                                                                 |
| 2006–2007  | Mundo de fieras                       | Actuación especial           |                                                                                                 |
| 2007       | Objetos Perdidos                      | Varios personajes            |                                                                                                 |
| 2008       | Las Mamás si van al cielo             | Él mismo                     | [ 4 ]                                                                                           |
| 2008       | Las tontas no van al cielo            | Actuación especial           |                                                                                                 |
| 2009–2010  | Hasta que el dinero nos separe        | Nelson Ospina "El Dandy"     |                                                                                                 |
| 2010       | Al sabor del Chef                     | Él mismo                     | Invitado                                                                                        |
| 2010       | Mujeres asesinas (México)             | Él mismo                     | Temporada 3, Episodio 9: Paula, bailarina                                                       |
| 2010–2011  | Eva Luna                              | Se desconoce el papel        |                                                                                                 |
| 2012–2015  | Parodiando                            | Él mismo                     | Presentador                                                                                     |
| 2012       | La hora pico                          | Él mismo                     | Invitado; Temporada 1; Episodio 136                                                             |
| 2012–2013  | La mujer del Vendaval                 | Actuación especial           |                                                                                                 |
| 2013–2015  | Hoy                                   | Él mismo                     | Presentador                                                                                     |
| 2014       | Como dice el dicho                    | Ramón León                   | Reparto principal; Temporada 6–7                                                                |
| 2014       | Bailando por un sueño                 | Él mismo                     | Participante junto a Karina Ponciano; 5.to Eliminado                                            |
| 2016       | Estrella2                             | Él mismo                     | Invitado                                                                                        |
| 2016       | El juego de las estrellas             | Él mismo                     | Presentador                                                                                     |
| 2017       | Nuestra Belleza México                | Él mismo                     | Presentador                                                                                     |
| 2017       | Renta congelada                       | Carlos                       |                                                                                                 |
| 2018–2020  | Un nuevo día                          | Él mismo                     | Presentador                                                                                     |
| 2020, 2021 | Minuto para ganar VIP                 | Él mismo                     | Conductor; Temporada 2/Participante; Temporada 3                                                |
| 2021       | Tic Tac Toc El Reencuentro(en)        | Gerardo                      | Reparto principal                                                                               |
| 2021–2023  | La casa de los famosos                | Él mismo                     | Presentador                                                                                     |
| 2023–2024  | Quien quiere ser millonario Guatemala | Él mismo                     | Presentador, versión guatemalteca de Guatemala.com y Sony Pictures Entertainment Latin America. |
| 2024       | Cash, el peso del dinero VIP          | Él mismo                     | Presentador                                                                                     |
| 2025       | Top Chef VIP                          | Él mismo                     | Concursante                                                                                     |

### Teatro
| Año  | Obra                 | Notas   |
| ---- | -------------------- | ------- |
| 2005 | Orgasmos la comedia  |         |
| 2007 | Los Productores      | Musical |
| 2012 | Toc Toc              |         |
|      | La señora Presidenta |         |

### Comerciales de TV
- Asepxia
- Banco de Guatemala
- Cablevisión
- All-Bran de Kellogg's
- Cerveza Gallo
- Bisolsinius